# Nagaina
Nagaina là một chi nhện trong họ Salticidae.